# 480i
480i هو اسم مختصر لوضع فيديو. يشير حرف i إلى متداخل، ورقم 480 يشير إلى دقة إطار عمودي ذو 480 سطر يحتوي على معلومات الصورة، في حين أن نظام إن تي إس سي لديه ما مجموعه 525 سطر، فقط 483 منها تستخدم لعرض الصورة. بينما نظيره في بال/سيكام هو 576i، معا هذان هما الشكلان الشائعان للتلفاز قياسي الدقة.